# Лапінужек
Лапінужек (пол. Łapinóżek) — село в Польщі, у гміні Вомпельськ Рипінського повіту Куявсько-Поморського воєводства.
Населення — 119 осіб (2011).
У 1975-1998 роках село належало до Торунського воєводства.

## Демографія
Демографічна структура станом на 31 березня 2011 року:
|          | Загалом | Допрацездатний вік | Працездатний вік | Постпрацездатний вік |
| -------- | ------- | ------------------ | ---------------- | -------------------- |
| Чоловіки | 59      | 13                 | 37               | 9                    |
| Жінки    | 60      | 17                 | 26               | 17                   |
| Разом    | 119     | 30                 | 63               | 26                   |